# Atheta tractabilis
Atheta tractabilis är en skalbaggsart som beskrevs av Thomas Casey 1910. Atheta tractabilis ingår i släktet Atheta och familjen kortvingar. Inga underarter finns listade i Catalogue of Life.